# Кардинале
Кардинале (итал. Cardinale) — коммуна в Италии, располагается в регионе Калабрия, в провинции Катандзаро.
Население составляет 2615 человек (2008 г.), плотность населения составляет 84 чел./км². Занимает площадь 31 км². Почтовый индекс — 88062. Телефонный код — 0967.
Покровителем коммуны почитается святитель Николай Мирликийский, чудотворец, празднование в последнее воскресение мая и 6 декабря.

## Демография
Динамика населения:

## Администрация коммуны
- Официальный сайт: https://web.archive.org/web/20101018053936/http://www.calabria.nu/cardinale/